# 我獨自戀愛中
《我獨自戀愛中》（韓語：나홀로 연애중）是JTBC于2015年推出的一人戀愛假想節目，和影片裡的異性談著假想戀愛，探討想要交往對象的內心、行為等。2015年3月28日推出男子特輯。

## 主持人
| 姓名              | 職業                 | 生日           |
| ----------------- | -------------------- | -------------- |
| 全炫茂 （전현무） | 男主持人，前播音員   | 1977年11月7日  |
| 成始璄 （성시경） | 歌手，電視人、電台DJ | 1979年4月17日  |
| 張東民 （장동민） | 搞笑藝人，電台DJ     | 1979年7月20日  |
| 申原昊 （신원호） | 歌手、模特兒、演員   | 1991年10月23日 |
| 金旻鍾 （김민종） | 男演員、歌手         | 1972年3月23日  |

## 來賓
| 姓名                       | 職業               | 生日           | 出演集數      |
| -------------------------- | ------------------ | -------------- | ------------- |
| 鄭珍雲 （정진운）          | 歌手、演員、主持人 | 1991年5月2日   | 第1集~第2集   |
| 王嘉爾 （잭슨）            | 歌手               | 1994年3月28日  | 第3集~第4集   |
| 張玉安 （장위안）          | 主持人             | 1984年3月4日   | 第5集~第6集   |
| 寺田拓哉 （데라다 타쿠야） | 演員、模特兒、歌手 | 1992年3月18日  | 第7集~第8集   |
| 徐河俊 （서하준）          | 男演員             | 1989年9月19日  | 第7集~第8集   |
| 權俞利 （권유리）          | 歌手、主持人、演員 | 1989年12月5日  | 第9集~第10集  |
| 申奉仙 （신봉선）          | 搞笑藝人、主持人   | 1980年10月6日  | 第9集~第10集  |
| 金智敏 （김지민）          | 搞笑藝人           | 1984年11月30日 | 第9集~第10集  |
| 韓惠軫 （한혜진）          | 模特兒             | 1983年3月23日  | 第9集~第12集  |
| Lady Jane （전지혜）       | 歌手               | 1984年6月26日  | 第11集~第12集 |
| 閔都凞 （도희）            | 歌手、演員         | 1994年9月25日  | 第11集~第12集 |
| 張度練 （장도연）          | 搞笑藝人           | 1985年3月10日  | 第11集~第12集 |

## 演出嘉賓
| 姓名              | 職業               | 生日           | 出演集數       |
| ----------------- | ------------------ | -------------- | -------------- |
| 鄭恩地 （정은지） | 女歌手、演員       | 1993年8月18日  | 第1集、第2集   |
| 權俞利 （권유리） | 歌手、主持人、演員 | 1989年12月5日  | 第3集、第4集   |
| 姜珉耿 （강민경） | 歌手、演員         | 1990年8月3日   | 第5集、第6集   |
| 安喜延 （안희연） | 歌手               | 1992年5月1日   | 第7集、第8集   |
| 徐康俊 （서강준） | 男演員、歌手       | 1993年10月12日 | 第9集、第10集  |
| 朴燦烈 （박찬열） | 歌手、男演員       | 1992年11月27日 | 第11集、第12集 |

## 外部連結
- 官方网站
- Daum上《我獨自戀愛中》的資料